# Historia de la industria del algodón en Cataluña

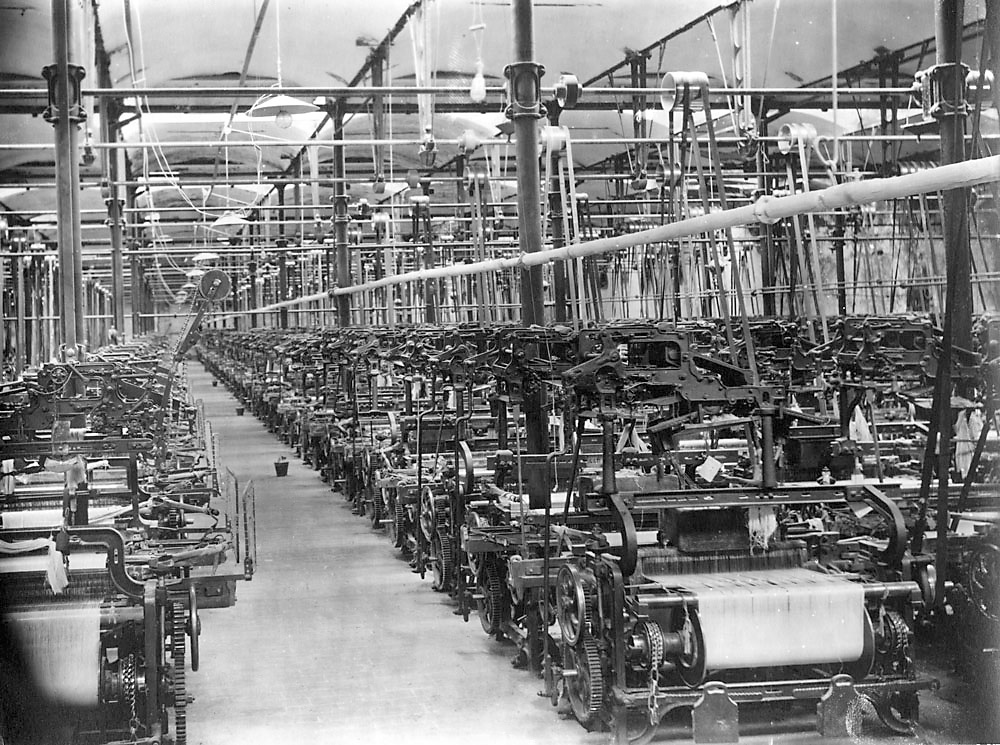
Sala de tejido de la Colònia Sedó de Esparraguera hacia 1900 (MNACTEC, colección Manufacturas Sedó)

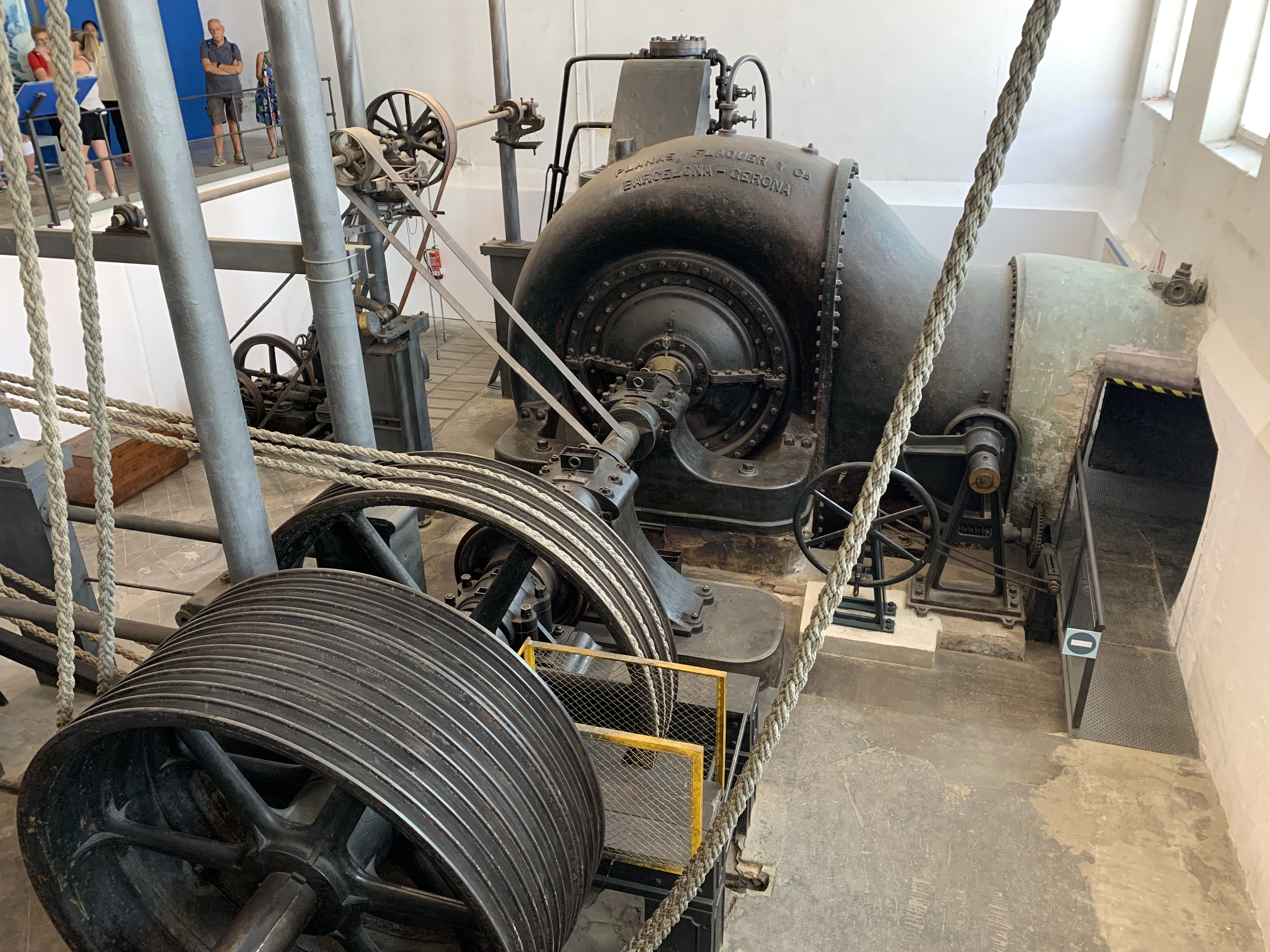
Turbina hidráulica tipo Francis puesta en servicio en 1899 en la fábrica textil de la Colònia Sedó

La del algodón fue la industria que convirtió a Cataluña, a mediados del siglo XIX, en la principal región industrial de España, la única excepción mediterránea a la tendencia de la industrialización temprana a concentrarse en el norte de Europa. La industria del algodón catalana, al igual que en muchos países europeos y en los Estados Unidos, fue la primera en aplicar a gran escala la tecnología moderna y el sistema fabril.
La industria nació a principios del siglo XVIII, con la producción de telas estampadas indianas impulsada por la prohibición gubernamental de importar dicho tejido de la India y la apertura a los comerciantes catalanes de oportunidades comerciales en las colonias americanas. Tras introducir tecnología británica a principios del siglo XIX, se añadió el hilado. La industria despegó a partir de la década de 1830 una vez que Gran Bretaña eliminó las restricciones a la emigración de mano de obra experta (1825) y a la exportación de maquinaria (1842). Se introdujo entonces la máquina de vapor. No obstante, el alto precio del carbón que se debía importar llevó a finales de la década de 1860 a un uso extensivo de la energía hidráulica que estimuló la creación de más de setenta y cinco colonias industriales en los ríos de la Cataluña rural.
Desde mediados del siglo XIX, la industria subsistió gracias a medidas proteccionistas, ya que el costo de las pacas de algodón en bruto, la energía y la maquinaria dificultó su competitividad global dependiendo casi por completo del mercado interno y de las colonias en las Antillas. La industria declinó a partir de la Gran Depresión. El aumento de los conflictos laborales, una economía en declive, una guerra civil y, a partir de 1939, la política autárquica del primer Franquismo impidió que la industria se beneficiara del crecimiento y la inversión global posterior a la Segunda Guerra Mundial. La apertura de la economía española en la década de los 1960 y la crisis del petróleo en los 1970 acabaron con la industria.
La industria dejó un legado arquitectónico extraordinario. Los magnates del algodón fomentaron y financiaron los mejores logros del modernismo, ya fueran fábricas, residencias privadas o edificios de viviendas. Estos edificios sirvieron tanto de sede de la empresa como de símbolo del poder, la modernidad y el espíritu progresista de sus propietarios. Algunos ejemplos notables: Casa Calvet, Casa Terradas, Casa Burés, Palacio Güell, Fábrica Casaramona, Can Batlló, uno de cuyos edificios alberga hoy la Escuela Industrial, Fabra y Coats, y la fábrica Aymerich de Tarrasa, ahora Museo de la Ciencia y de la Técnica de Cataluña. La Iglesia de la Colonia Güell está inscrita en la lista del patrimonio mundial de la UNESCO.
Las colonias industriales industrializaron y modernizaron la Cataluña rural. Fueron un imán poderoso que atrajo mano de obra y estimuló la redistribución de la población territorial en todo el país, con implicaciones para la política actual. Muchas de las turbinas instaladas en las ya cerradas colonias continúan suministrando electricidad a la red nacional. Sus infraestructuras albergan numerosos museos.

## La era de las indianas (1650-1736)

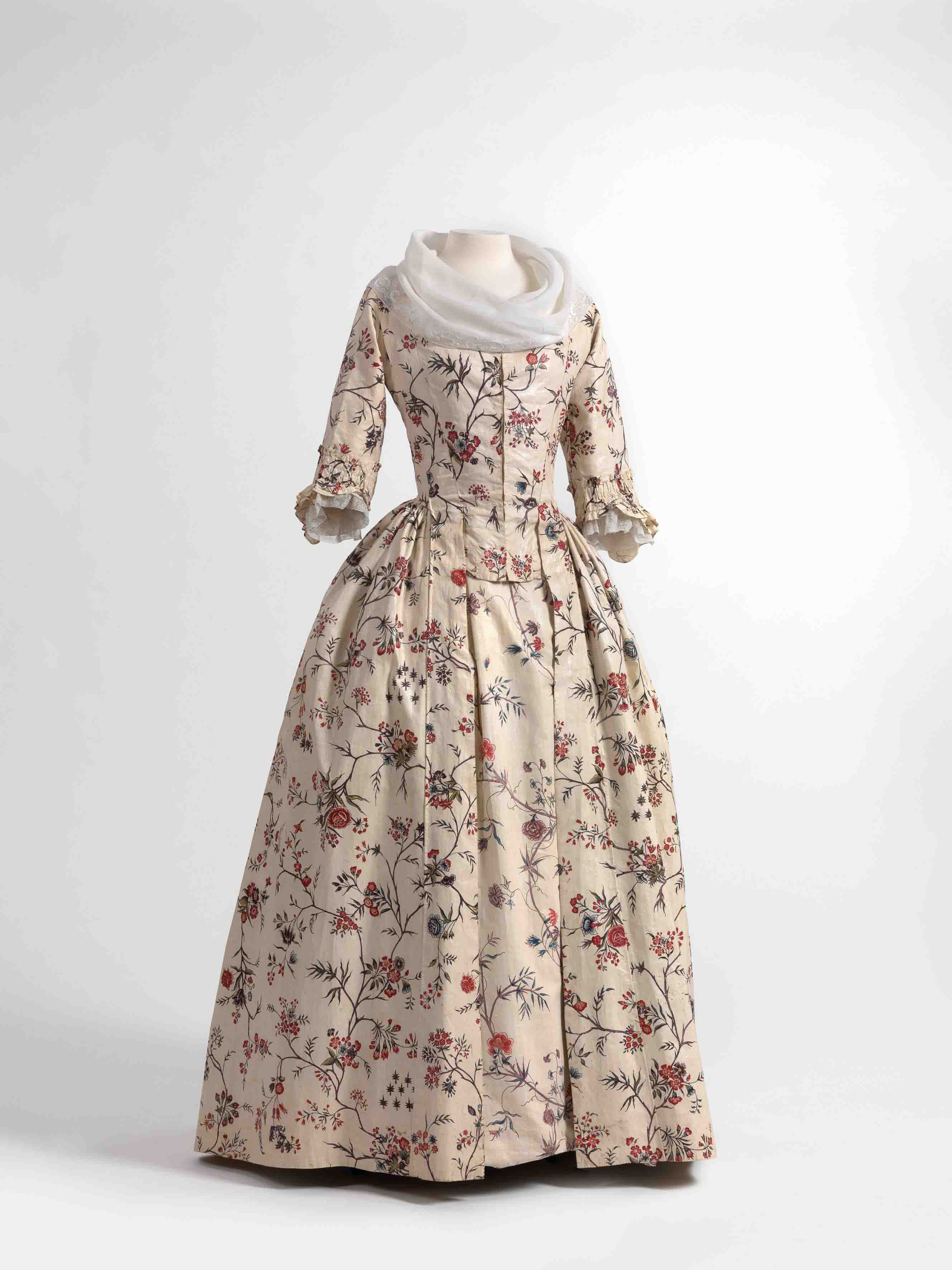
Vestido inglés en tela indiana, c. 1770-1790, Colección Jacoba de Jonge en el Museo de la Moda de la provincia de Ámberes

Los primeros indianas (en inglés: chintz) llegaron a Barcelona alrededor de 1650, posiblemente reexportados desde Marsella, entonces la ruta principal de Europa a la India. Las indianas supusieron una verdadera revolución en las prendas de vestir, ya que eran tejidos más cómodos e higiénicos, más baratos y con colores más vivos que las prendas de seda y lana de entonces.
En 1717 se prohibieron en España los textiles asiáticos, probablemente como resultado de las quejas de los comerciantes de Cádiz y Sevilla, ya que arruinaban su propio negocio de reexportación de Filipinas a México. En 1728 un edicto prohibió también la importación de imitaciones europeas de textiles asiáticos hechas en Europa, pero permitió explícitamente el hilado de Malta y otorgó libertad de la regulación gremial, todo ello para así fomentar la industria textil local, como ya había hecho en Gran Bretaña. Aunque no hubo inversión directa de la Corona española en telas de algodón como sí la hubo, por ejemplo, en la lana, el favorecer una industria de esta manera fue algo único en Europa y un factor importante en el rápido crecimiento y el tamaño final de la industria algodonera.

## Los tejidos de algodón estampados (1736-1783)

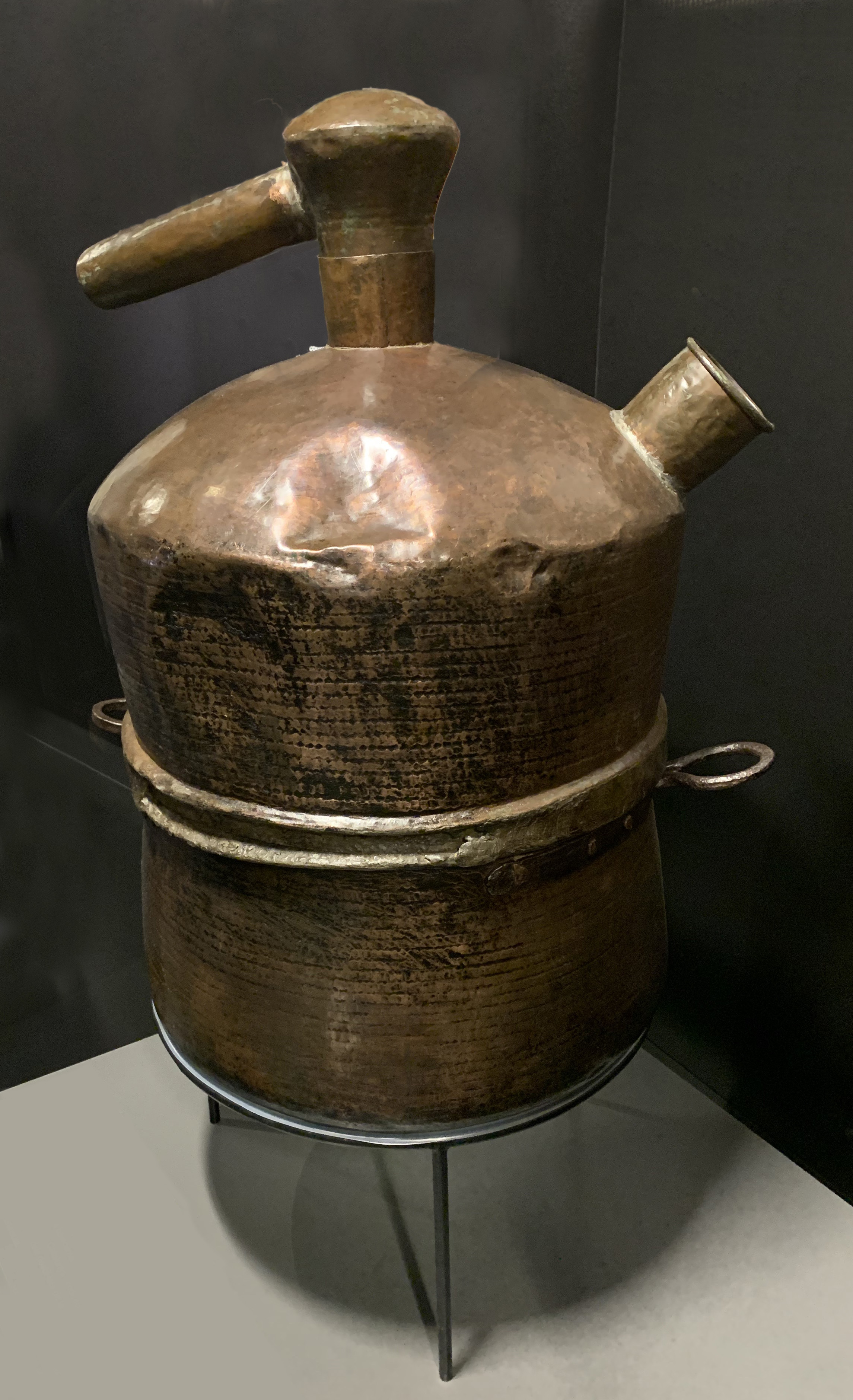
Alambique catalán del para la elaboración de brandy

La existencia de un mercado consolidado de indianas en Barcelona propició que los primeros tejidos estampados en Barcelona, utilizando la técnica de moldes de madera o sellos, fueran entre 1736 y 1738 sobre lino.A principios del siglo XVIII, se comenzó a importar tela de lino de Ámsterdam a cambio de brandy. El crecimiento de la demanda de brandy y vino en el norte de Europa sentó las bases para la transformación de la economía catalana y en particular de su industria textil. A medida que la viticultura se volvió más especializada y rentable, la prosperidad resultante condujo a una mayor demanda de telas estampadas. La viticultura generó también capital para invertir en la producción de estas telas, así como en la construcción de barcos para activar el comercio con las colonias americanas. Este comercio se expandió a través de iniciativas como la Real Compañía de Comercio de Barcelona a las Indias y experimentó un rápido crecimiento en el último cuarto del siglo XVIII, tras la abolición del monopolio de Cádiz. La compañía exportaba a América vino y brandy y, cada vez más, telas estampadas, y el comercio de retorno importaba productos que eran insumos para la industria textil, como el índigo y el palo Brasil, entre otros. Los comerciantes invirtieron también a partir de 1814 en el comercio de esclavos con destino a Cuba.

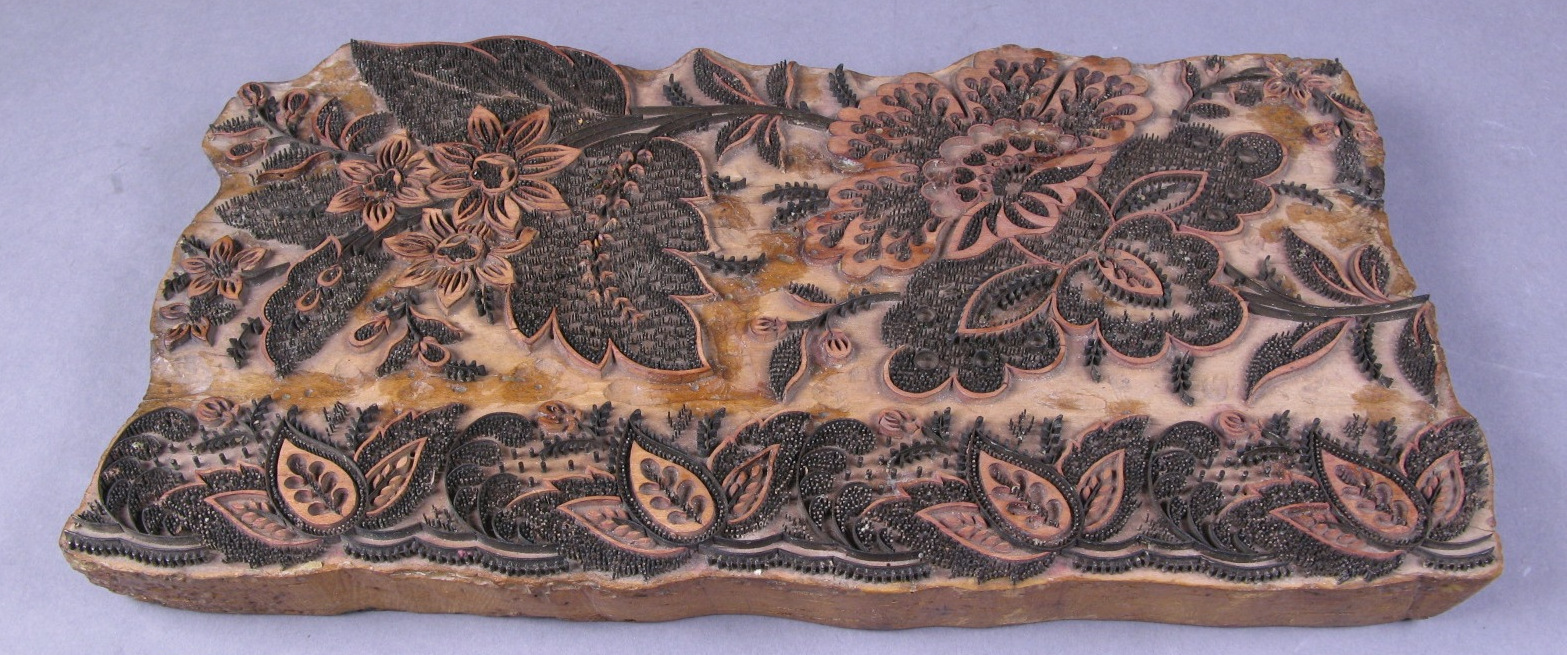
Molde de madera para estampar chintz

Las nuevas protofábricas de indianas fueron establecidas por comerciantes, tenderos y maestros artesanos que vieron el mercado en auge de estos tejidos. El estampado creció rápidamente en Barcelona, en el clima de crecimiento demográfico y prosperidad que vivió España en la segunda mitad del siglo XVIII. Se fabricaba en talleres en las plantas bajas de los edificios en el interior de la muralla medieval de Barcelona. Los artesanos vivían en el barrio de Sant Pere, donde tradicionalmente se había utilizado la fuente de agua del Acequia Condal para operaciones de teñido y para tender la ropa a secar. La actividad se concentró en Barcelona debido a la existencia de artesanos de los gremios textiles medievales que proporcionaron una mano de obra con las habilidades adecuadas, una vez aprendieron las técnicas transmitidas por inmigrantes de Marsella, Hamburgo y Suiza. La formación en grabado y dibujo impartida por la Escuela de Bellas Artes de Barcelona fundada por la Real Junta de Comercio de Barcelona en 1775 fue clave para el crecimiento de la industria.

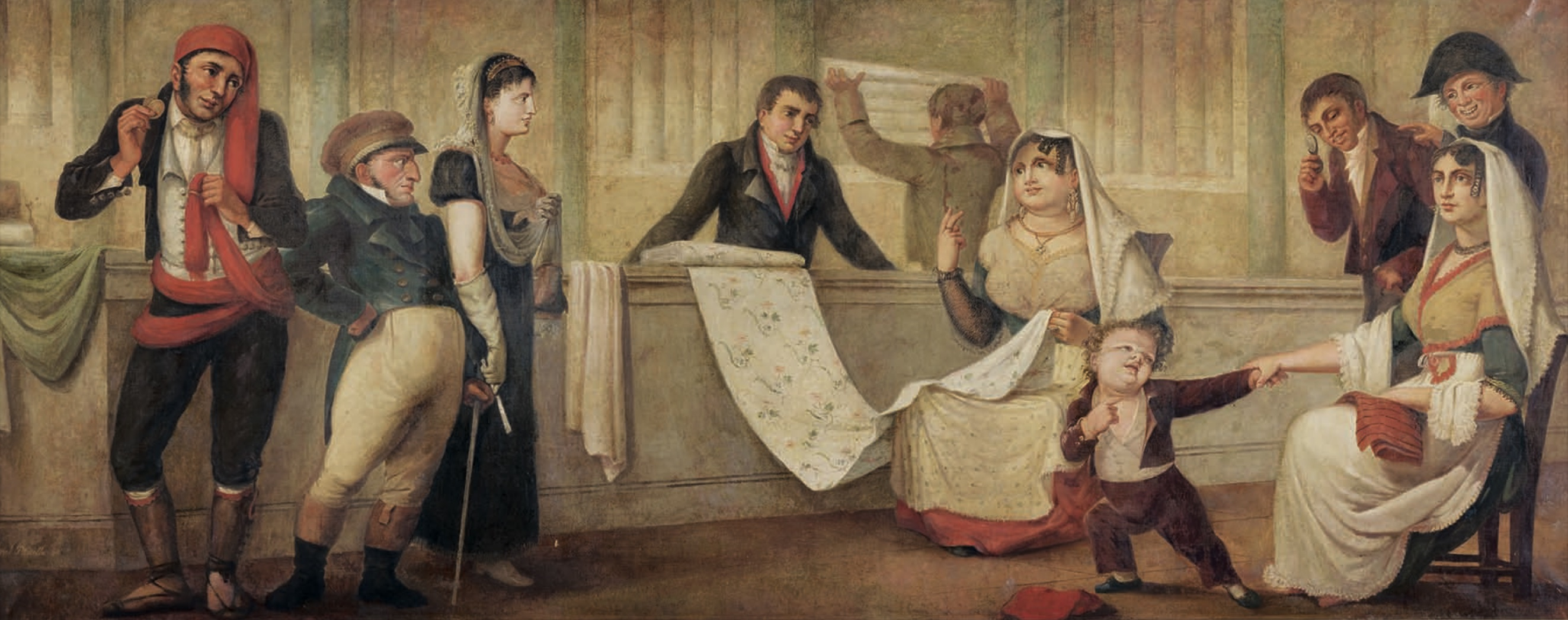
Tienda de indianas en 1824

El número de tales negocios aumentó de ocho en 1750 a cuarenta y uno en 1770 y a más de cien en 1786, más que en cualquier otra ciudad de Europa. En Mataró, a finales de la década de 1740 había once negocios con aproximadamente 470 telares y 1300 trabajadores. Este enfoque inicial en el estampado contrasta con la evolución de la industria en Inglaterra que, después de prohibir los textiles de algodón puro, pero no la importación de algodón en bruto, se centraría ya en hilar y tejer una mezcla de lino y algodón.

## Protoindustria (1783-1832)

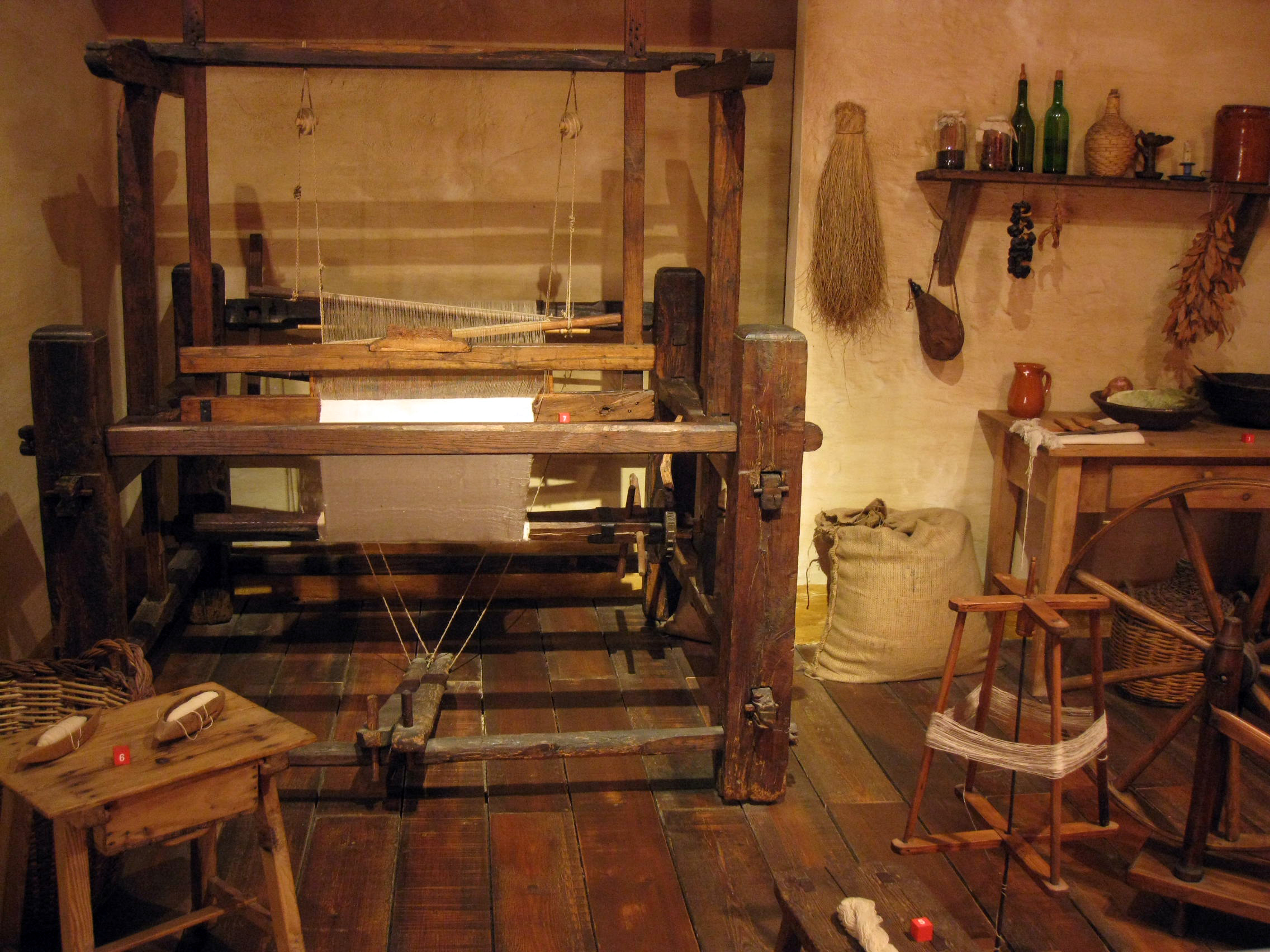
Telar manual catalán

Este período preindustrial o protoindustrial se caracterizó por una expansión gradual de la hilatura y la tejeduría y, hacia 1800, la introducción de maquinaria inventada en Inglaterra.
La pérdida de seguridad marítima como resultado de las guerras entre 1796 y 1825 desorganizó gravemente el comercio colonial. Estas fueron las guerras con Gran Bretaña, la ocupación francesa y las guerras de independencia hispanoamericanas. Limitados al mercado interno español, los empresarios del algodón optaron por el cambio tecnológico mediante la adopción de máquinas de hilar mecánicas británicas para reducir costos y ganar cuota de mercado en comparación con otros fabricantes de tejidos.
En España se hilaba y tejía el algodón ya desde la década de 1760, pero usando métodos manuales tradicionales. La maquinaria se comenzó a introducir en la década de 1790. Hasta entonces, la mayoría del hilo llegaba de Malta (hecho de algodón egipcio o turco), pero tras la captura de Malta por Gran Bretaña, un edicto real de 1802 prohibió su importación. El hilado, entonces, cobró importancia. En 1806, el Tratado de Fontainebleau facilitó el proceso al permitir la compra de copias francesas de la mula de hilar británica.
Las fechas de llegada de la tecnología británica nos permite apreciar cómo la fabricación de tejidos se va automatizando en Cataluña. La primera Hiladora Jenny llegó en 1785, 21 años después de su invención; la primera hiladora hidráulica en 1793, 24 años después; y la primera mula de hilar en 1806, 27 años después. En 1820, la fabricación de estampados de algodón se realizaba con tecnología de 1792, pero utilizando ya hilo de algodón local. Hacia 1815 contando mulas de hilar e hiladoras jenny había en Barcelona un total de cuarenta, y en 1829, eran 410 mulas y treinta hiladoras.

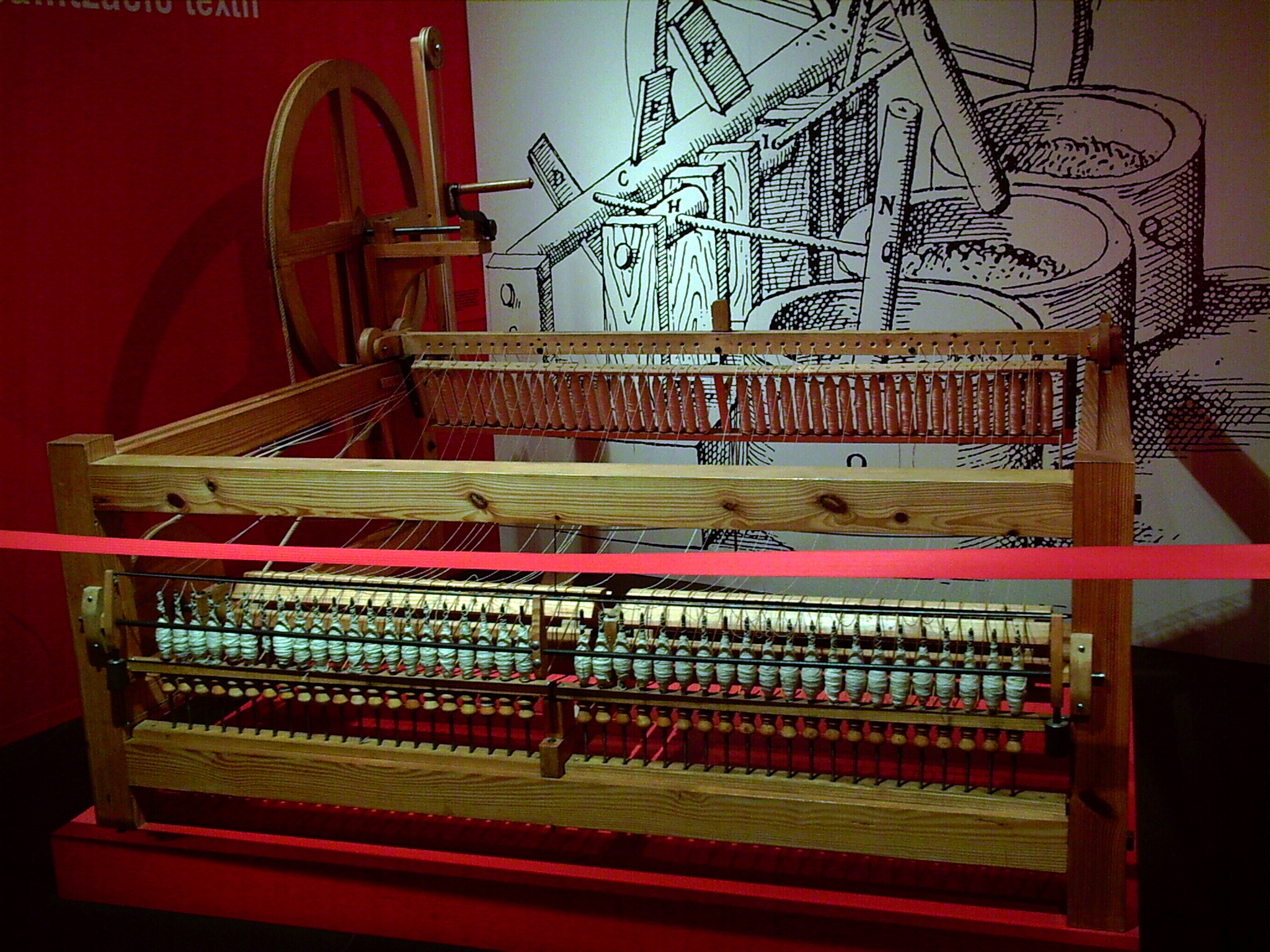
Una versión catalana de una spinning jenny llamada Berguedana

A diferencia del estampado, que se centró en Barcelona, la hilatura se extendió a otros puntos de Cataluña, debido al uso de la fuerza hidráulica. Igualada se convirtió en el centro de hilado más importante después de Barcelona, seguido por Manresa. Esta última localidad contaba en 1831 con once hilanderías hidráulicas. La tejeduría se extendió aún más que el hilado con concentraciones (en orden decreciente de importancia) en Mataró, Berga, Igualada, Reus, Vic, Manresa, Tarrasa y Valls. Sin embargo, los telares se mecanizaban a un ritmo más lento: en 1861 solo el 44 % eran mecánicos. El estampado también avanzó en este período, con el proceso de estampado cilíndrico introducido en 1817.
Las guerras también interrumpieron el comercio de brandy con el norte de Europa, que ya había descendido debido a la competencia en la producción de bebidas espirituosas de Escocia (whisky) y Rusia (vodka). Los comerciantes abrieron entonces un nuevo mercado de brandy y vino en Estados Unidos, con el algodón en bruto como comercio de retorno. Este comercio proporcionó el capital necesario para comprar maquinaria para hilar y tejer y las primeras máquinas de vapor.
La nueva maquinaria aumentó la demanda de algodón en bruto, que se comenzó a importar de las colonias americanas en cantidades cada vez mayores. Entre 1804 y finales de la década de 1830 el volumen importado se cuadruplicó llegando a unos cinco millones de kilogramos.

## El gran salto (1832-1861)

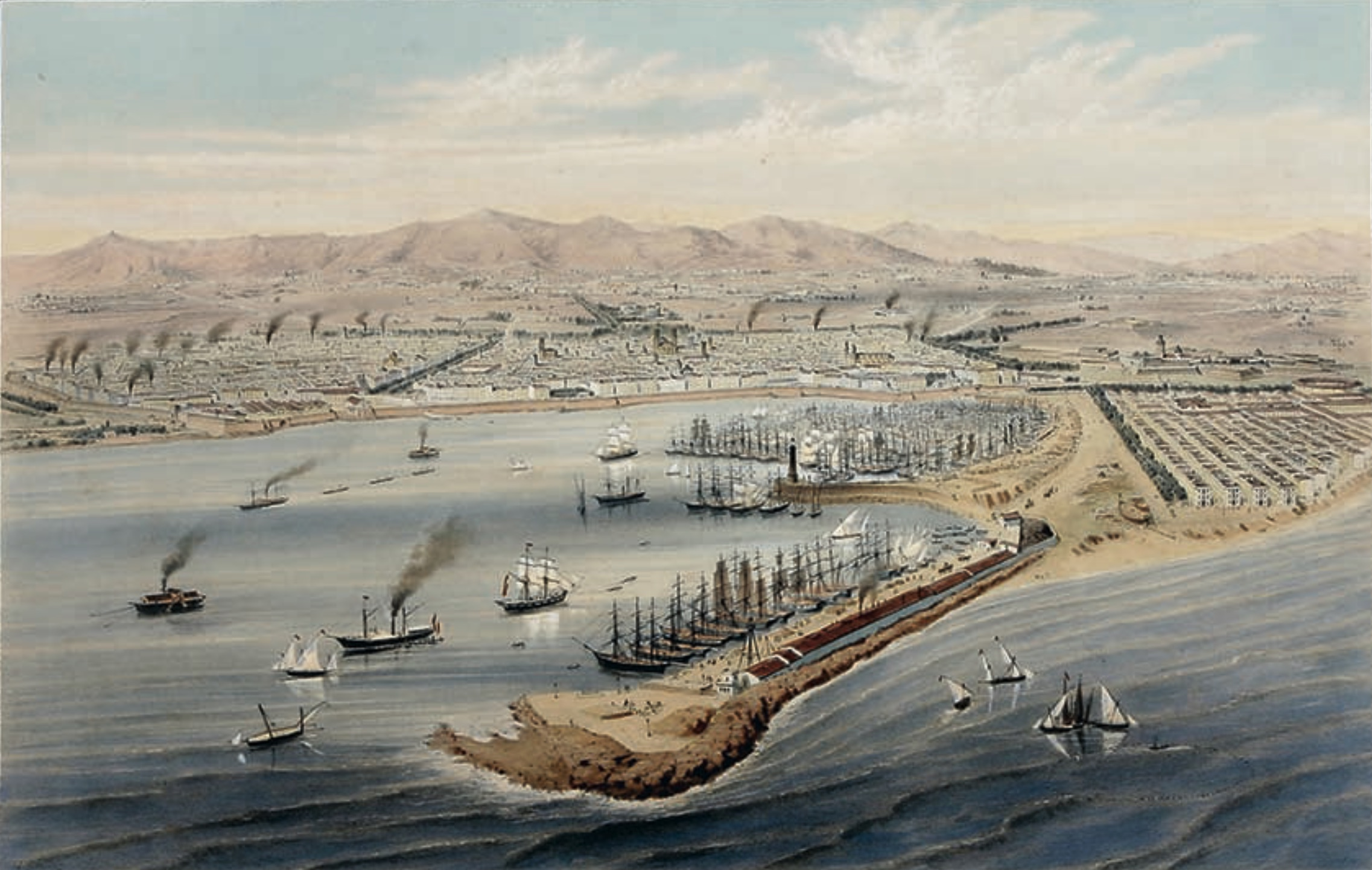
Barcelona 1856 con el humo de las fábricas de algodón claramente visible en Sant Pere a la derecha y El Raval arriba a la izquierda

La era industrial comenzó en 1833 con la instalación de la primera máquina de vapor aplicada a la industria en España en la nueva Fábrica Bonaplata (también llamada El Vapor), posible gracias a la eliminación de las restricciones por parte de Gran Bretaña a la emigración de mano de obra experta en 1825. Incluso los contemporáneos calificaron este evento como de revolución industrial, ya que en esta fábrica también se utilizaron por primera vez máquinas de hilar, tejer y estampar hechas de hierro fundido e impulsadas por vapor. La creación de esta empresa fue el resultado de una alianza entre los representantes más dinámicos de los diferentes sectores de la industria: la importación y fabricación de maquinaria (Bonaplata, que realizó extensas visitas a Gran Bretaña), la estampación (Rull) y la hilatura y tejeduría (Vilaregut).
El Gobierno español apoyó la creación de la empresa: la fábrica recibió subsidios del Gobierno, que también prohibió otras importaciones de algodón y permitió la importación de ciertos materiales y maquinaria libres de impuestos. A cambio, la empresa se comprometió a fabricar telares mecánicos y máquinas de hilar para el mercado local y a otorgar acceso gratuito a cualquier fabricante que quisiera aprender la tecnología del vapor.
Durante este periodo, además de la mecanización del hilado y de los telares del algodón, y de la adopción del sistema fabril se produjo el primer vertido de hierro fundido. La desamortización de tierras de la iglesia y de tierras comunales se tradujo en un aumento de la producción agrícola y de la población. La repatriación de capital de las colonias tras su independencia también contribuyó a una ola de prosperidad general. Un año después de inauguración de Bonaplata, cinco empresas más habían reunido el capital para importar e instalar máquinas de vapor. En 1842, Gran Bretaña eliminó las restricciones a la exportación de maquinaria y en 1846 había ya ochenta máquinas de vapor en funcionamiento en Cataluña.
El número de barcos procedentes de América cargados de algodón en bruto que llegaban a Barcelona aumentó de doce en 1827 a 197 en 1840, la gran mayoría procedentes de Cuba y Puerto Rico. En 1848 la industria estaba utilizando 11 000 toneladas de algodón en bruto, cinco veces más que en 1820. Mientras que en 1840 la mayoría de la maquinaria aún se accionaba a mano, hacia finales de la década de 1850, casi el 75 % del hilado y el 50 % de los telares eran accionados por máquinas de vapor.
A finales de la década de 1830, la industria necesitó ya salir de la ciudad amurallada de Barcelona, donde las máquinas de vapor con sus frecuentes explosiones asustaban a los vecinos. Pronto se instalaron fábricas en los pueblos de Gracia, San Andrés, San Martín y Sants, convertidos en los nuevos suburbios industriales mucho antes de que se incorporaran a la Gran Barcelona.
La industrialización aumentó la productividad y permitió la reducción de los precios. Con el fin de obtener economías de escala y competitividad internacional se favoreció entonces la integración vertical con hilandería, tejeduría y acabados en una sola fábrica. Mientras que en 1840 los textiles españoles eran un ochenta y uno por ciento más caros que los britañicos, en 1860 la mecanización había reducido la diferencia al catorce por ciento. El precio de las indianas en Cataluña cayó un sesenta y nueve por ciento entre 1831 y 1859. Para entonces, la mecanización ya había expulsado del mercado a los productores de otras partes de España. Por ejemplo, el precio de la tela de lino, producida principalmente en Galicia, no varió en el mismo período, por lo que la industria del lino desapareció. Al mismo tiempo, el desarrollo de la industria textil algodonera en Cataluña impulsó la localización de la industria lanera en Sabadell, Tarrasa y Manresa, con el consiguiente declive de los centros laneros tradicionales de Castilla.

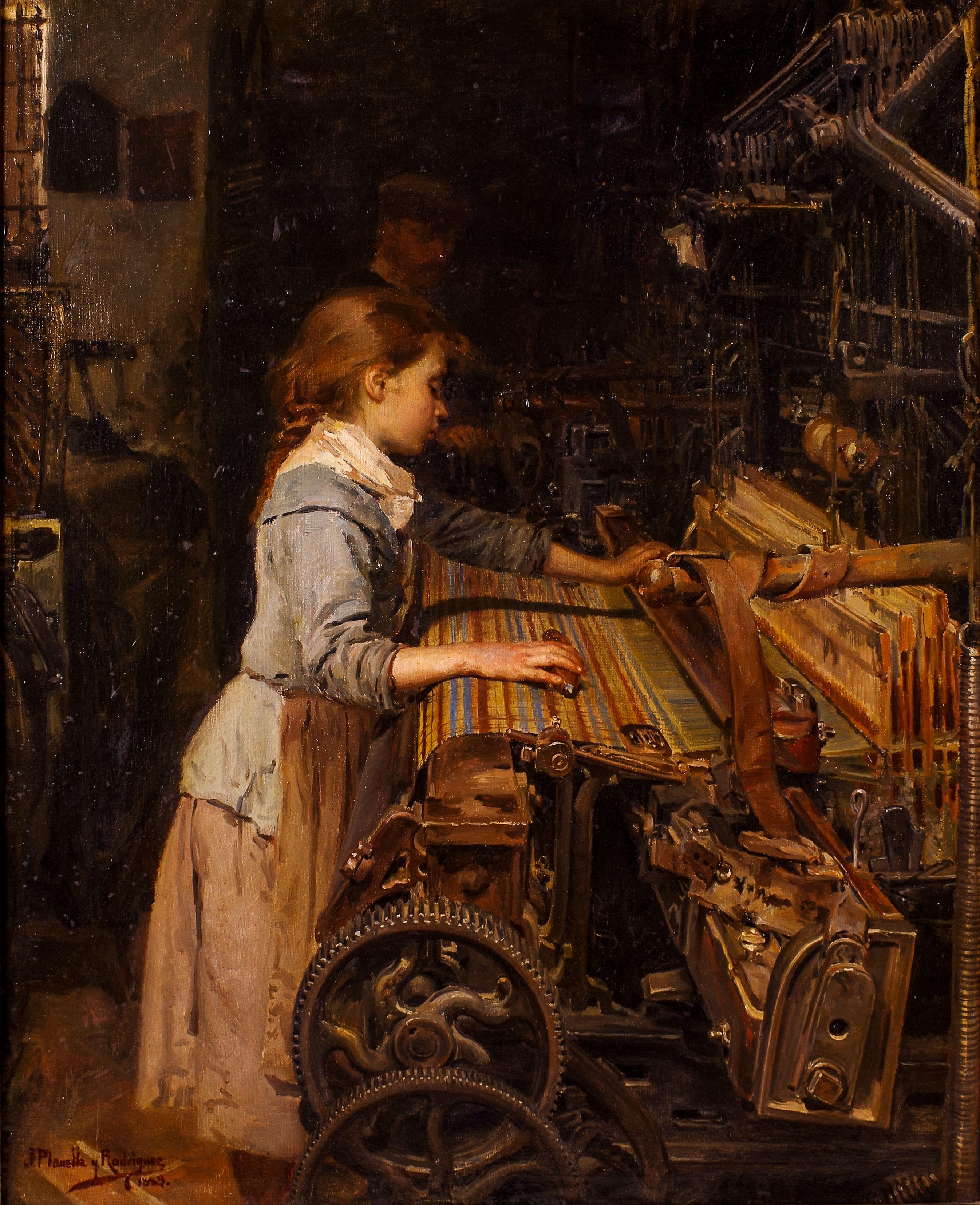
La pequeña obrera, cuadro de 1885 que representa el trabajo infantil en Cataluña

La industrialización también supuso dislocación y conflicto social. En 1835 ardió la fábrica de Bonaplata. En 1839 se formó el primer sindicato de España, la Asociación de Tejedores de Barcelona. En 1842 hubo una revuelta en Barcelona contra las políticas de libre mercado del Gobierno que amenazaban a la industria y a los trabajadores. Entre 1849 y 1862, los salarios cayeron un once por ciento y el cincuenta y cuatro por ciento se gastó sólo en alimentos. La esperanza de vida era entonces de cincuenta años para los trabajadores asalariados y de cuarenta para los jornaleros. En 1854-1855, el Conflicto de las selfactinas en Barcelona implicó acciones de tipo ludita contra la mecanización del hilado facilitado por las máquinas de hilar «self-acting» o automáticas, que fueron culpadas por el desempleo forzado de muchos trabajadores. Los trabajadores quemaron fábricas y exigieron la eliminación de las máquinas de hilar, una reducción de las horas laborales y el derecho a un salario mínimo. La acción desembocó en la primera huelga general en España.
A pesar de la industrialización, a los fabricantes les resultaba cada vez más difícil competir con los importadores extranjeros por lo que solicitaron protección arancelaria. Un problema persistente fue el mayor costo de las materias primas y maquinaria. De 1830 a 1844 el coste del algodón en bruto fue de media un cuarenta y siete por ciento más alto en Barcelona que en Nueva York y un veintiocho por ciento más que en Liverpool. Los precios del carbón en Barcelona, un setenta y seis por ciento más altos que en Gran Bretaña, desde donde se importaba. La maquinaria y las piezas también se importaban de Gran Bretaña y resultaban hasta tres veces más caras. Por otro lado, los salarios en Cataluña eran alrededor de un quince por ciento más baratos que en Lancashire. La industria tenía también en su contra la gran cantidad de contrabando que ingresaba al país, un mercado más reducido y una productividad menor con respecto a la industria algodonera británica, lo que significaba que, sin protección, la industria catalana probablemente hubiera sucumbido a la competencia británica. Como resultado, el crecimiento a partir de este período solo tuvo lugar en el mercado interno, con todas sus consecuencias negativas.

## Las colonias industriales (1861-1882)

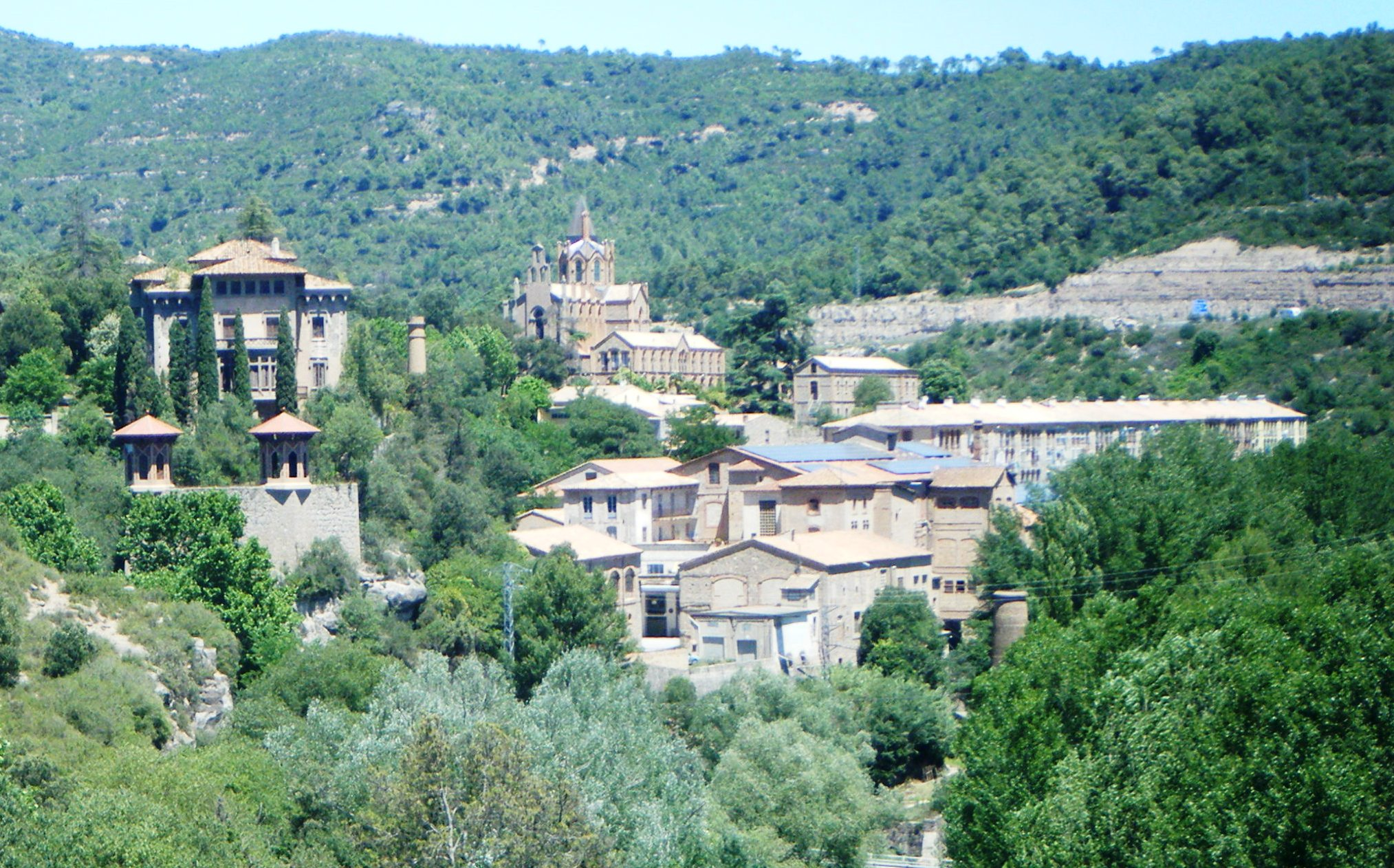
Cal Pons, una colonia industrial en Puigreig

Una serie de leyes en las décadas de 1850 y 1860 contribuyeron a una expansión de la industria en la Cataluña rural, estimulada por la posibilidad de reducir costes.
En 1855, 1866 y 1868 se promulgaron las Leyes de Colonias Agrícolas cuyo objetivo era transformar y modernizar el campo español. Las colonias industriales quedaban cubiertas por estas leyes (y por lo tanto exentas de impuestos durante un plazo de diez a veinticinco años) solo si se establecían en zonas rurales. De las 142 colonias industriales que se beneficiaron de estas leyes en toda España, veintiséis fueron empresas textiles. Solo la industria agroalimentaria con sesenta colonias las superó en número. Quince de estas veintiséis colonias textiles estaban ubicadas en la provincia de Barcelona. En su mayoría estaban integradas verticalmente, realizando toda la gama de procesos del algodón.

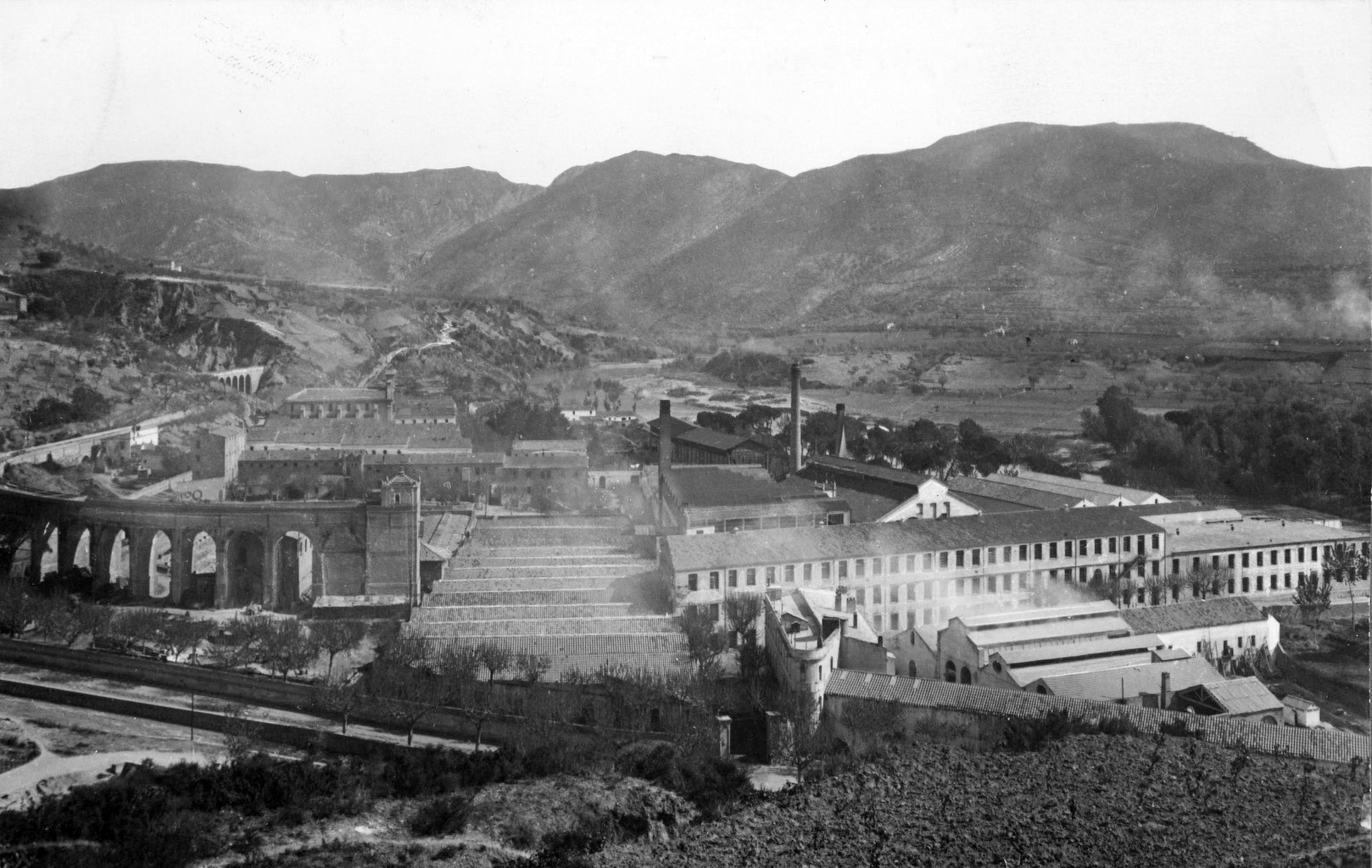
La colonia industrial Sedó hacia 1930

Además, las Leyes del Agua de 1866 y 1879 permitieron el uso del agua como fuente de energía gratuita con el consiguiente ahorro en las importaciones de carbón británico. Estas leyes también eximieron a las empresas que se acogieran al pago de impuestos industriales durante diez años. Unas diecisiete colonias industriales catalanas se beneficiaron de estas leyes.
Estas dos iniciativas, más el hecho de que en las zonas rurales los propietarios también encontraban mano de obra y terrenos más baratos que en Barcelona, y abundantes materias primas con las que construir sus fábricas, llevó a que la concentración de fábricas a lo largo de los ríos fuera quizás la más alta de Europa. La alta concentración en los ríos Ter y Llobregat permitió la construcción de ferrocarriles ya rentables que, desde alrededor de 1880, unieron las minas de carbón locales con las fábricas (no se podía contar con el agua en todos los momentos del año), redujeron el costo del suministro de algodón y abarataron el transporte de los textiles al mercado. En total, se construyeron en Cataluña unas cien colonias industriales de las cuales setenta y siete eran textiles, en su mayoría algodoneras.

## Comercio protegido con las Antillas (1882-1898)
Con sobreproducción cada vez más frecuente y una demanda interna inelástica, los industriales del textil presionaron al gobierno para obtener más medidas proteccionistas. La Ley de Relaciones Comerciales con las Antillas de 1882 fijó Cuba, Puerto Rico y Filipinas como áreas de cabotaje para España, lo que obligaba a estas colonias a comprar productos españoles y no les permitía importar productos extranjeros.
La actitud proteccionista de los gobiernos españoles de la época favoreció no solo al textil, sino también a los cereales y la siderurgia. La falta de representación democrática durante la Restauración significaba que los gobiernos tenían menos capacidad para resistir los poderosos intereses sectoriales, lo que resultó en una 'protección generalizada' sin tener en cuenta el aumento de los costos de producción o la competitividad de las exportaciones. La Tarifa Cánovas de 1891 fue aún más allá de la ley de 1882, y ha sido descrita por un autor como el primer paso hacia el corporativismo, ya que fomentaba participación estatal en las empresas y el rechazo de la competencia como norma en los negocios.
Aun así, en ese momento, el proteccionismo era común en Europa y los aranceles eran la principal fuente de ingresos de los gobiernos de todo el mundo. Incluso en Gran Bretaña se abogaba por la reintroducción de aranceles y por un bloque comercial exclusivo. En Estados Unidos la filosofía proteccionista prevaleció desde el fin de la Guerra de Secesión hasta la década de 1930. La Tarifa Wilson-Gorman de 1894 impuso aranceles sobre el azúcar de Cuba, la principal exportación de la isla. Ello sumado al efecto de las leyes de cabotaje españolas, avivó un malestar en la isla que en pocos meses estalló en guerra de independencia. España perdió sus últimas posesiones coloniales y con ellas el mercado del algodón.

## Hacia adentro (1898-1930)

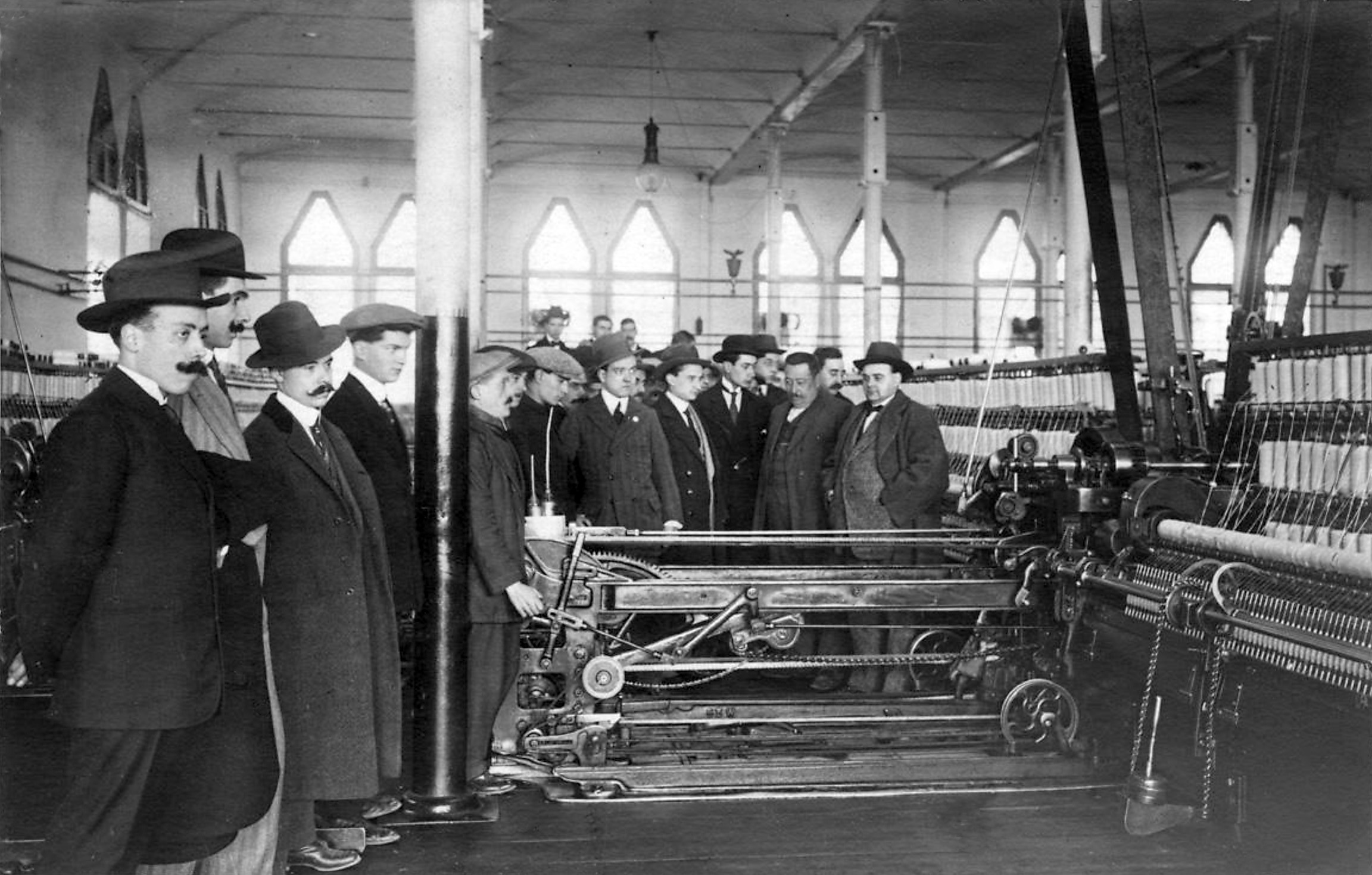
Estudiantes visitando la Fàbrica Trinxet de Barcelona en 1914 examinando una mula de hilar automática

En el momento de la pérdida del mercado colonial americano, en 1900, la industria textil representaba el cincuenta y siete por ciento de la producción manufacturera catalana y el ochenta y dos por ciento de la producción textil de España. La actividad de sus fábricas se redujo drásticamente hasta 1903 lo que provocó importantes conflictos sociales como la huelga de trabajadores de 1902.

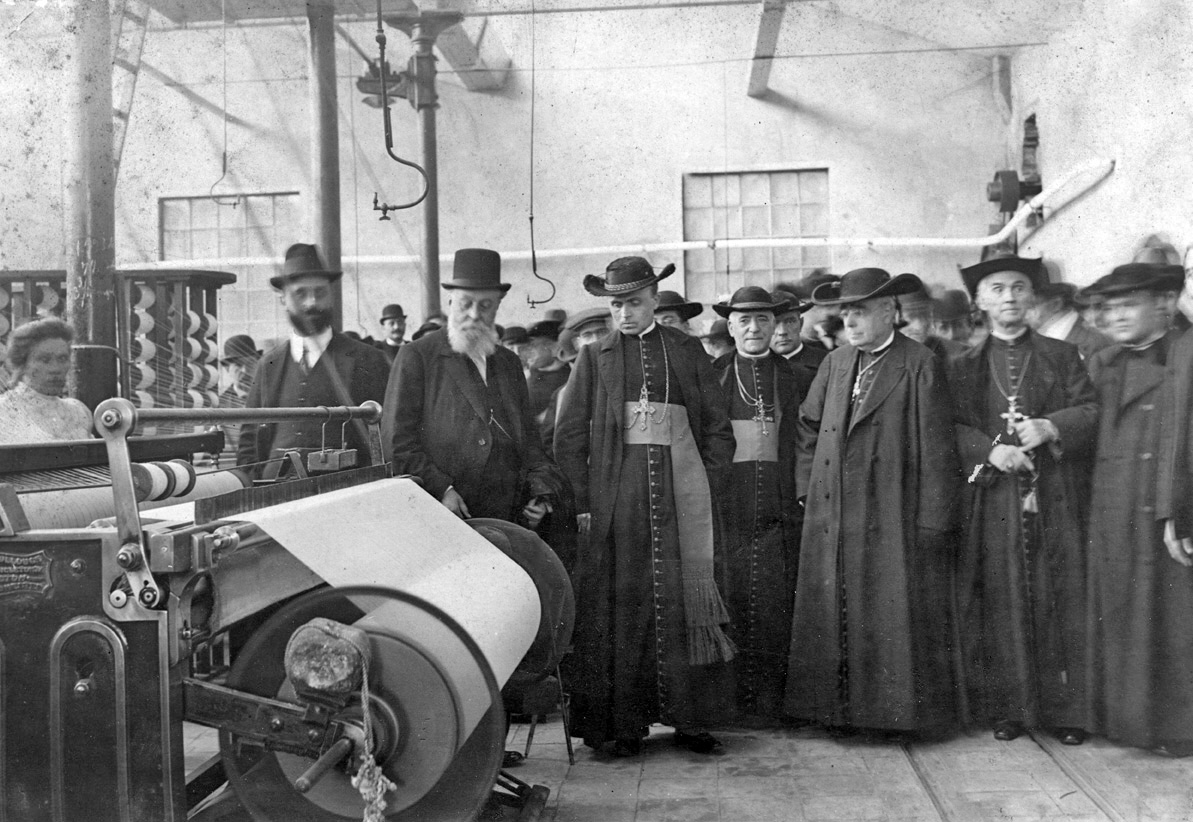
Visita a la Colonia Güell en 1910 de los obispos de Barcelona, Tarragona, Lleida, Vic y Valencia acompañados del conde Güell

Hubo modestos intentos de encontrar nuevos mercados extranjeros, y en los diez años hasta 1913 creció a una tasa promedio de poco más del cinco por ciento. También se produjo un auge temporal durante la Primera Guerra Mundial, especialmente abasteciendo a Francia.
Sin embargo, hubo varios factores que obstaculizaron la expansión hacia los mercados extranjeros. Las políticas proteccionistas diseñadas para proteger la producción de cereales de Andalucía y Castilla aumentaron los costos de envío catalanes en el Mediterráneo. La decisión anterior de elegir una medida de ancho de vía no estándar por razones de defensa militar también resultó ser una barrera económica para la exportación.
Además, el legado de ser un mercado protegido también significaba que las empresas catalanas no contaban con las redes de ventas y bancarias en mercados extranjeros que tenían en los mercados nacionales, por lo que no estaban dispuestas a asumir los mismos riesgos que asumían a nivel nacional. Por lo tanto, mostraban reticentes a trabajar con distribuidores extranjeros, ignorando las solicitudes o exigiendo condiciones comerciales que las hacían poco competitivas. En cambio, se vio a los mercados extranjeros simplemente como válvulas de escape en tiempos de sobreproducción. En consecuencia, se perdieron oportunidades de exportar productos y de crear la cultura que facilitara la mejora de los productos y su competitividad. Finalmente, la política monetaria de la Dictadura de Primo de Rivera a partir de 1923, que perjudicó a todas las exportaciones españolas.

## Decadencia y reestructuración (1930-1990)
La Gran Depresión y luego el aumento de los conflictos laborales llevaron a un fuerte declive en la economía española y al hundimiento de la industria textil algodonera de Cataluña. El periodo de autarquía posterior a la Guerra Civil aseguró su obsolescencia tecnológica y gerencial, además de reducir las oportunidades de entrada de nuevo capital.
Cuando España comenzó a abrir su economía en la década de 1960, la industria se tuvo que enfrentar a un mundo completamente diferente. En Estados Unidos el poliéster se había introducido ya en la década de 1950, el spandex se patentó en 1959, el kevlar se empezó a producir en 1965. En 1968, las fibras sintéticas superaron a las fibras naturales por primera vez en la historia. Nuevas máquinas como telares ahora sin lanzadera reemplazaron a la tecnología anterior.
El sistema de colonias industriales comenzó a colapsar en la década de 1960 debido a la inflexible estructura de su capital (propiedad familiar) y a cambios sociales como el deseo de los trabajadores de poseer electrodomésticos, automóviles o su propia casa, la pérdida de influencia de la religión y las oportunidades que las ciudades ofrecían al mundo rural. Ya en la década de 1980 cerraron casi todas las fábricas de estas colonias industriales.
En 1969, el Plan de Reorganización de la Industria Textil Algodonera del Gobierno incluía el cierre de empresas marginales, la destrucción de maquinaria obsoleta y la reducción de la mano de obra, idealmente reasignada a nuevos sectores como el automóvil. La industria manufacturera del algodón sufrió también la gran crisis del shock inflacionario mundial del petróleo en los setenta y para 1980 no podía ya competir ni con los países «baratos» (Checoslovaquia, Hungría, Rumanía).
Can Batlló cerró en 1964 y la Colonia Güell en 1973. La Colonia Sedó, que había sido la más grande de España en la década de 1930, cerró en 1980. Fabra y Coats cerró en 2005. La empresa La España Industrial ejemplifica los hitos de la industria. No sólo fue la primera sociedad anónima formada en España para la fabricación de algodón, sino también la primera en abarcar hilatura, tejeduría y acabado bajo un mismo techo. Se formó en 1847, creció hasta los 2500 empleados a finales del siglo XIX, consolidó sus fábricas en la década de 1960 y cerró definitivamente sus puertas en 1981.
Hoy en día, el número de trabajadores empleados en la industria no llega a los 5000.